# Велика Васильківська, 16
Житловий будинок на Великій Васильківській, 16 — перший каркасно-панельний будинок в Києві, 1951 року побудови.

## Опис
Будинок шестиповерховий, односекційний у плані прямокутний, розрахований на 15 квартир. Каркас зібраний із залізобетонних рам, з'єднаних з балками перекриття. Має рядову секцію з двома трикімнатними квартирами. Карниз розвинений спирається на кронштейни. Під вікнами розміщено орнаменти. Дах двосхилий.
Перший поверх контрастує з верхніми, має 5 аркових прорізів з архівольтами та пілястрами з капітелями своєрідної форми.
Архітектура відбиває перші спроби сполучити збірні елементи заводського виготовлення з елементами неокласики та українського народного декоративного мистецтва.

## Галерея

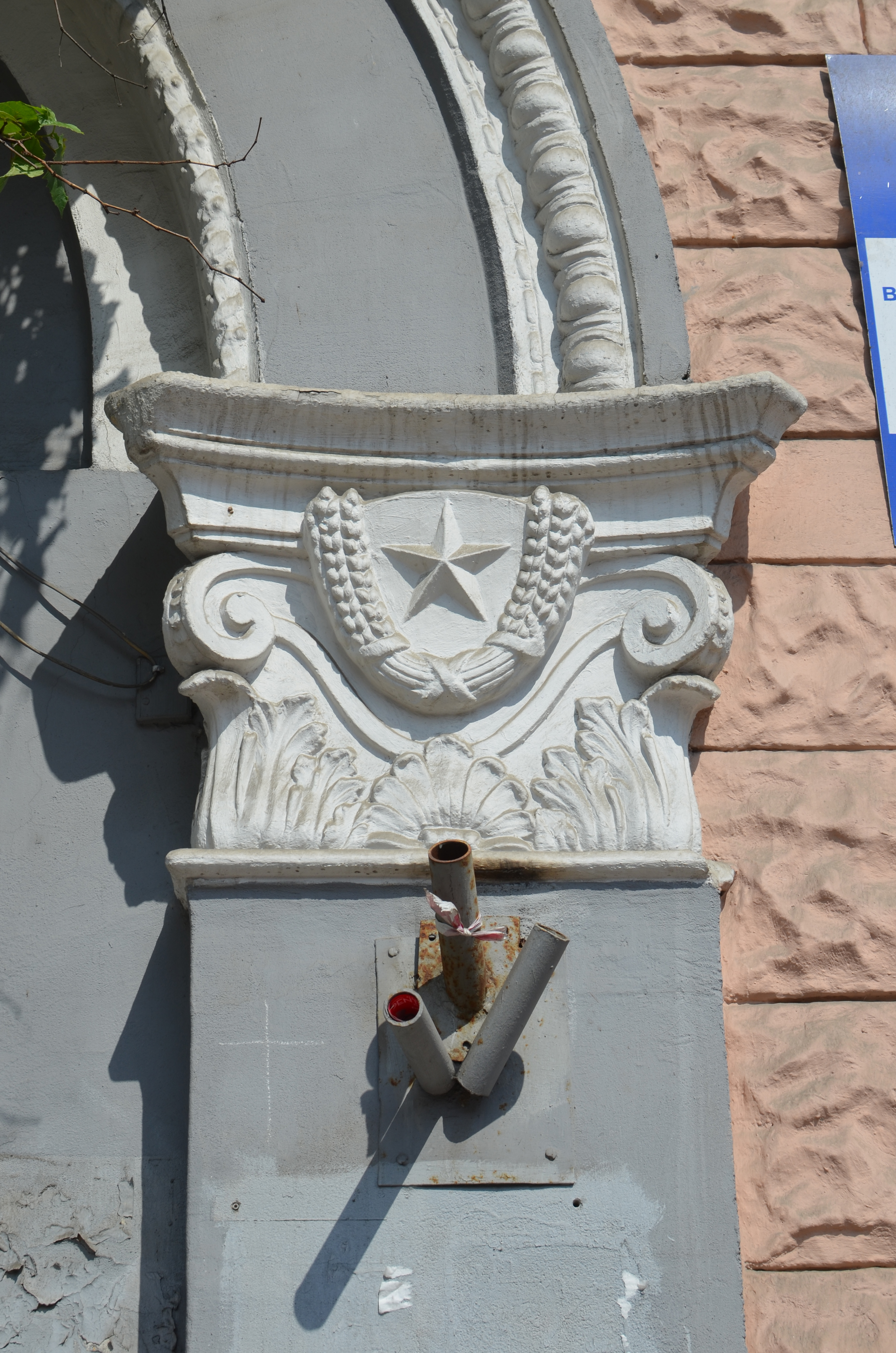
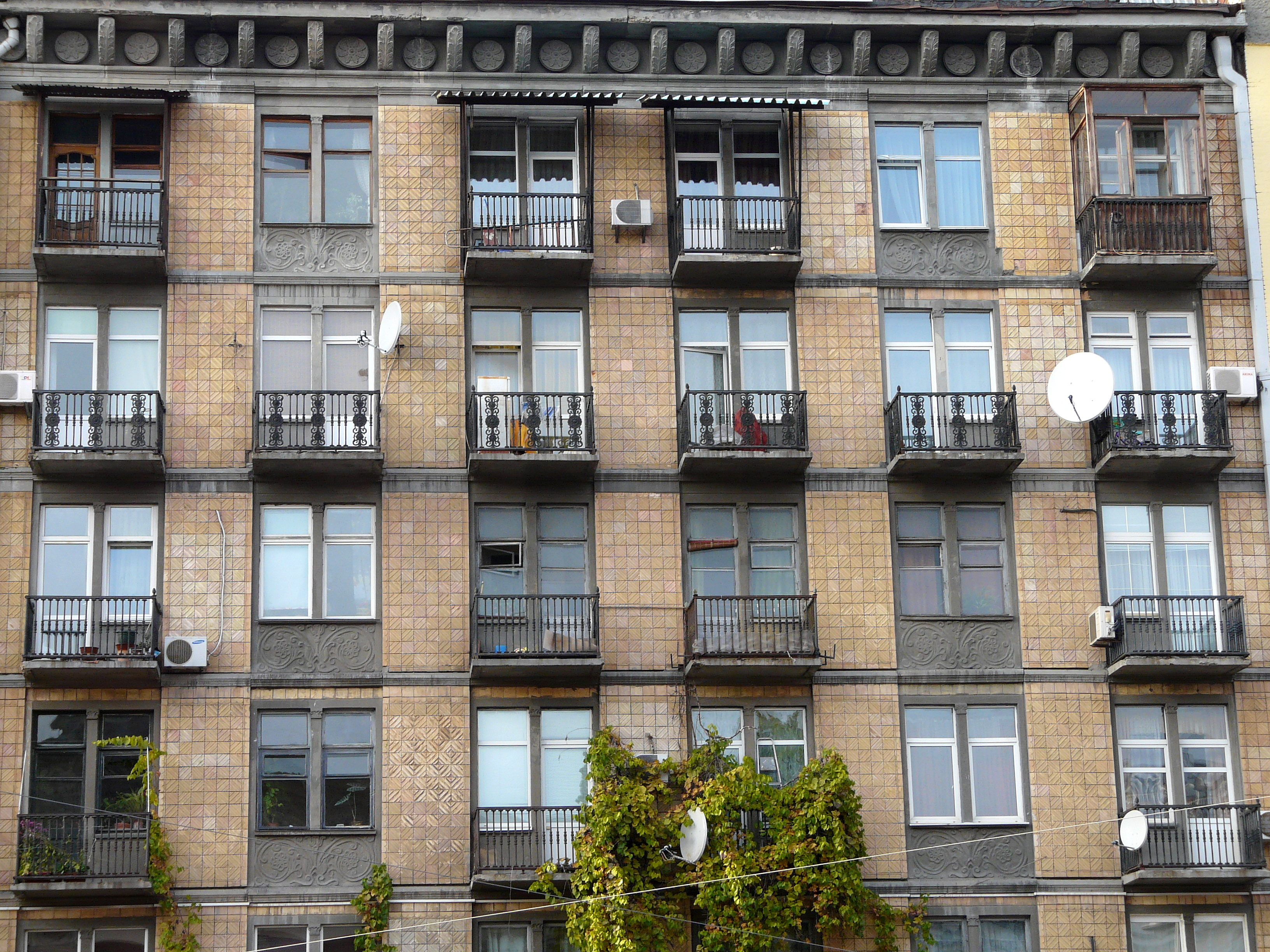
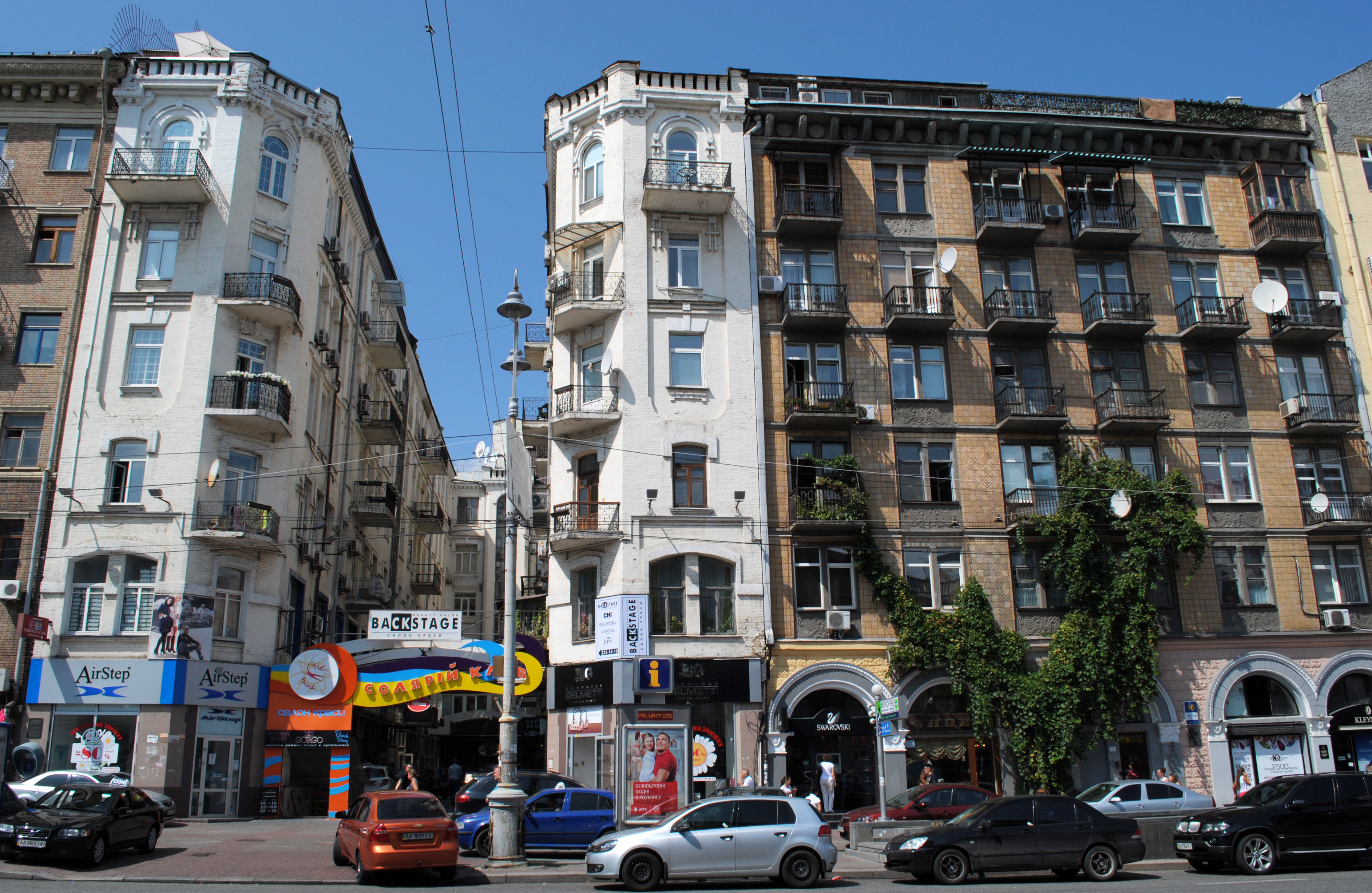